# کانال خشایارشا

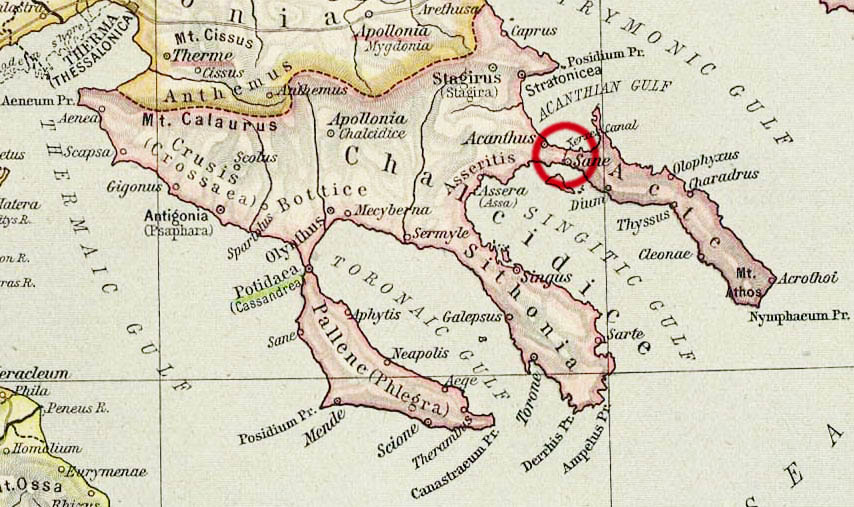
نقشهٔ شبه جزیرهٔ آتوس، کانال خشایارشا در نقشه مشخص شده‌است.

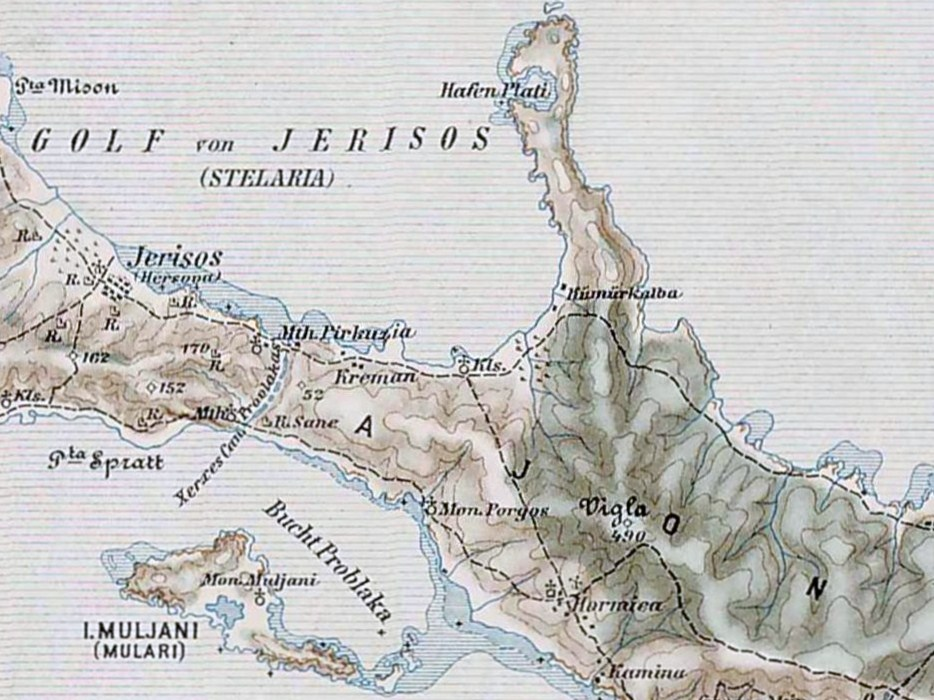
نقشهٔ شبه جزیرهٔ آتوس. جهت کانال در این تصویر نشان داده شده‌است.

کانال خشایارشا (یونانی:Διώρυγα του Ξέρξη) نام کانالی قابل کشتیرانی در پایهٔ کوه آتوس در خالکیدیکه در شمال یونان است. این کانال به فرمان خشایارشا در سدهٔ ۵ پیش از میلاد ساخته شد و از معدود آثار ایرانی باقی‌مانده در اروپا است.

## مکان
این کانال در نزدیکی روستای نیا رودا در شبه جزیرهٔ آتوس قرار دارد. از شرق روستا شروع می‌شود و تا غرب روستای تریپیتی ادامه می‌یابد.

## تاریخچه
طبق نوشته‌های تاریخ‌نگار یونانی هرودوت، در خلال جنگ‌های ایران و یونان در سال ۴۹۲ پیش از میلاد هنگام نخستین تهاجم ایرانیان به یونان سردار ایرانی مردونیه بخش بزرگی از سپاهش شامل ۳۰۰ کشتی جنگی و ۲۰٬۰۰۰ مرد جنگی را بر اثر طوفانی در شبه جزیرهٔ آتوس از دست داد.
در ۴۸۳ پیش از میلاد، خشایارشا که برای دومین تهاجم ایرانیان به یونان آماده می‌شد، دستور ساخت کانالی در شبه جزیره آتوس به منظور پیش گیری از رخ دادن حوادث مشابه را داد. هرودوت گمان می‌کند که این افتخار برای روحیه دادن به سربازان هم بوده‌است.
این کار توسط دو مهندس ایرانی آرتاخه و بوبراندا بودند. کار ساخت این کانال ۳ سال و به طول انجامید. در ساخت این کانال از کارگران محلی  استخدام شده بودند همچنین مصریان و فنیقی‌ها استفاده شد.
بنا به گفتهٔ هرودوت، طول کانال ۱۲ استادیا بود و از هر دو طرف توسط جویهایی محدود شده بود. این کانال پس از مدتی به علت بی استفاده بودن پس از نبردهای آرتمیزیوم و سالامیس نیازمند تعمیرات گشت.
توسیدید ۸۰ سال بعد یعنی در سال ۴۰۰ پیش از میلاد از این کانال گذشت و از آن در کتاب تاریخ جنگ‌های پلوپونزی یادکرد.